# Glenea detrita
Glenea detrita är en skalbaggsart som beskrevs av Francis Polkinghorne Pascoe 1858. Glenea detrita ingår i släktet Glenea och familjen långhorningar. Inga underarter finns listade i Catalogue of Life.